# SIG SAUER P938
SIG SAUER P938とは、シグ・ザウエル&ゾーン社のアメリカ合衆国現地法人SIG SAUER社が設計した自動拳銃である。

## 概要
SIG SAUER社が、2012年のSHOT Showで発表した、個人の護身用や警察など法執行機関のコンシールド（秘匿携行）用小型のシングルアクション方式自動拳銃である。
同社のP238（.380ACP弾）の9mmパラベラム弾仕様で、若干大きくなっている。このクラスの拳銃には、フレームにポリマーなどを使用して軽量化したものがあるが、P238同様にフレームにアルミニウム合金、スライドにはステンレス鋼を使用している。弾倉は6発と7発入りの二種類がある。